# (44027) Termain
(44027) Termain (1998 AD) – planetoida z pasa głównego asteroid okrążająca Słońce w ciągu 4,27 lat w średniej odległości 2,63 j.a. Odkryta 2 stycznia 1998 roku.